# Юдин, Виталий Валерьевич
Вита́лий Вале́рьевич Ю́дин (род. 17 июня 1974, Волгоград) — советский и российский футболист, играл на позиции полузащитника и нападающего.

## Карьера
Воспитанник УОР (Волгоград). Профессиональную карьеру начал в 1991 году в камышинском «Текстильщике». После распада СССР Текстильщик взял старт в высшей лиге, а сам Юдин дебютировал в высшем эшелоне российского футбола 12 июня 1992 года в выездном матче 20-го тура против екатеринбургского «Уралмаша», выйдя на замену на 88-й минуте вместо Валерия Заздравных. В Камышине играл в основном за фарм-клуб. В 1992 году играл также за «Вымпел» из Рыбинска. В 1993 году перебрался в «Звезду» из посёлка Городище, в котором завершил карьеру в 1994 году.